# Spjuttjärnet
Spjuttjärnet är en sjö i Säffle kommun och Årjängs kommun i Värmland och ingår i Göta älvs huvudavrinningsområde. Sjön har en area på 0,162 kvadratkilometer och ligger 174,3 meter över havet.

## Delavrinningsområde
Spjuttjärnet ingår i det delavrinningsområde (657613-130933) som SMHI kallar för Inloppet i Ämmeskogs-Sjön. Medelhöjden är 176 meter över havet och ytan är 10,22 kvadratkilometer. Räknas de 11 avrinningsområdena uppströms in blir den ackumulerade arean 126,58 kvadratkilometer. Lillälven (Börkusälven) som avvattnar avrinningsområdet har biflödesordning 3, vilket innebär att vattnet flödar genom totalt 3 vattendrag innan det når havet efter 264 kilometer. Avrinningsområdet består mestadels av skog (84 procent). Avrinningsområdet har 0,69 kvadratkilometer vattenytor vilket ger det en sjöprocent på 6,7 procent.